# 郑州市管城回族区逸夫小学
郑州市管城回族区逸夫小学，是中国河南省郑州市的一所小学，位于河南省郑州市管城回族区郑新里68号。

## 沿革
郑州市管城回族区逸夫小学原称新民村小学，创办于1965年。2000年，由政府出资、香港邵逸夫投资及学校筹资改扩的一所标准化公办小学。学校总地面积7885平方米，总建筑面5200平方米。